# حمزه‌لی، قبله
حمزه‌لی (به ترکی آذربایجانی: Həmzəli) یک منطقهٔ مسکونی در جمهوری آذربایجان است که در شهرستان قبله واقع شده‌است. حمزه‌لی ۱۵۴۴ نفر جمعیت دارد.

## نگارخانه

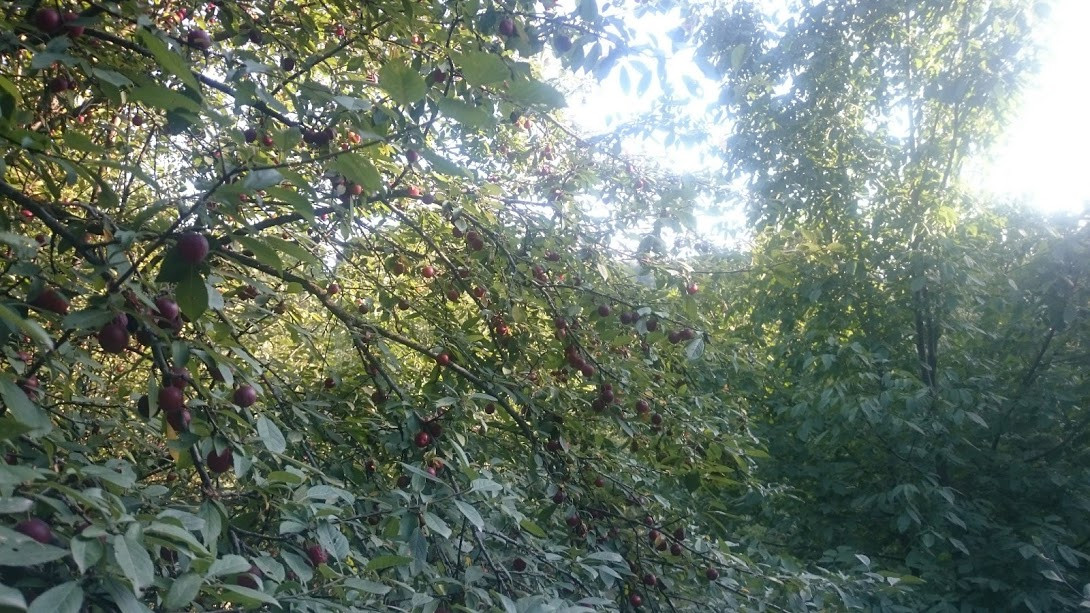
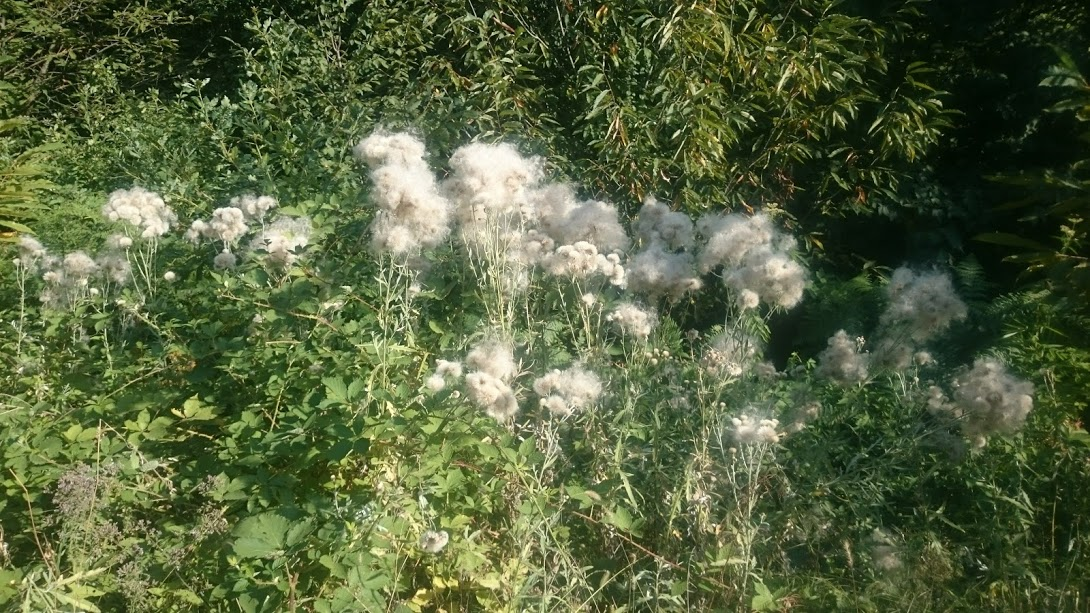
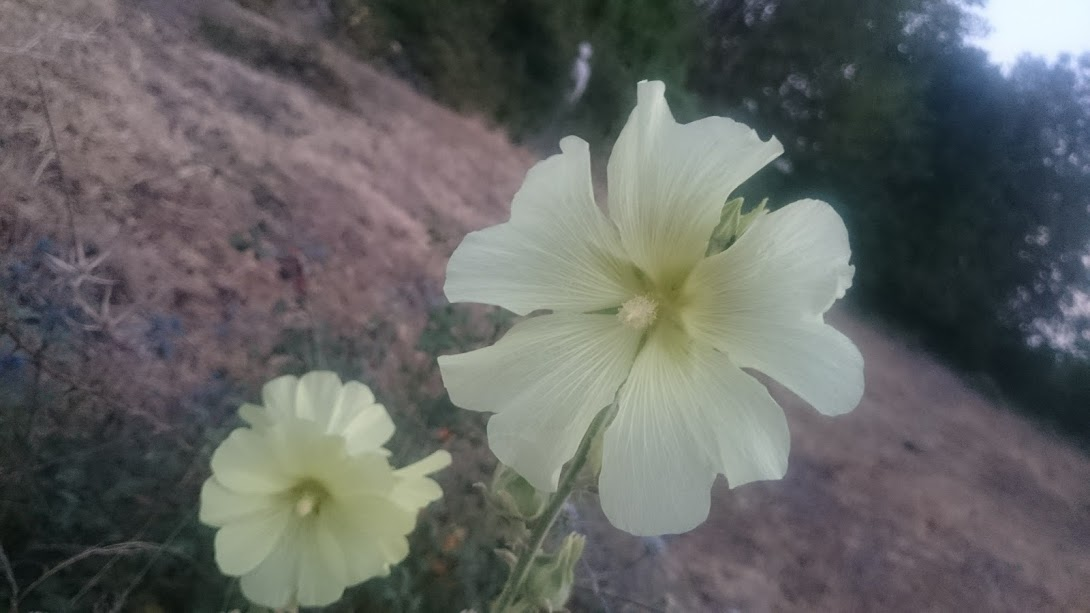
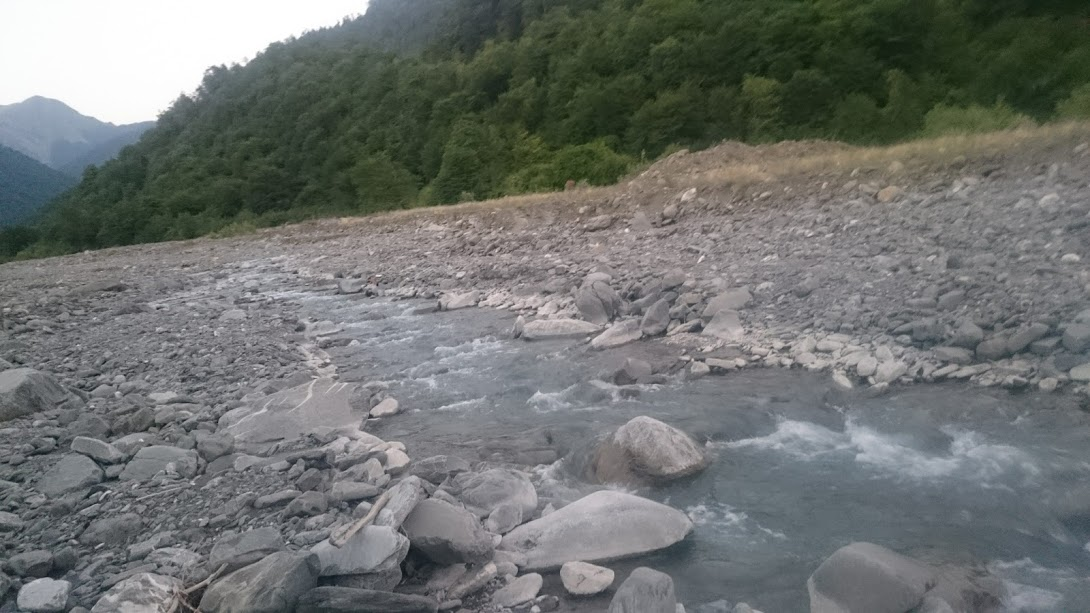
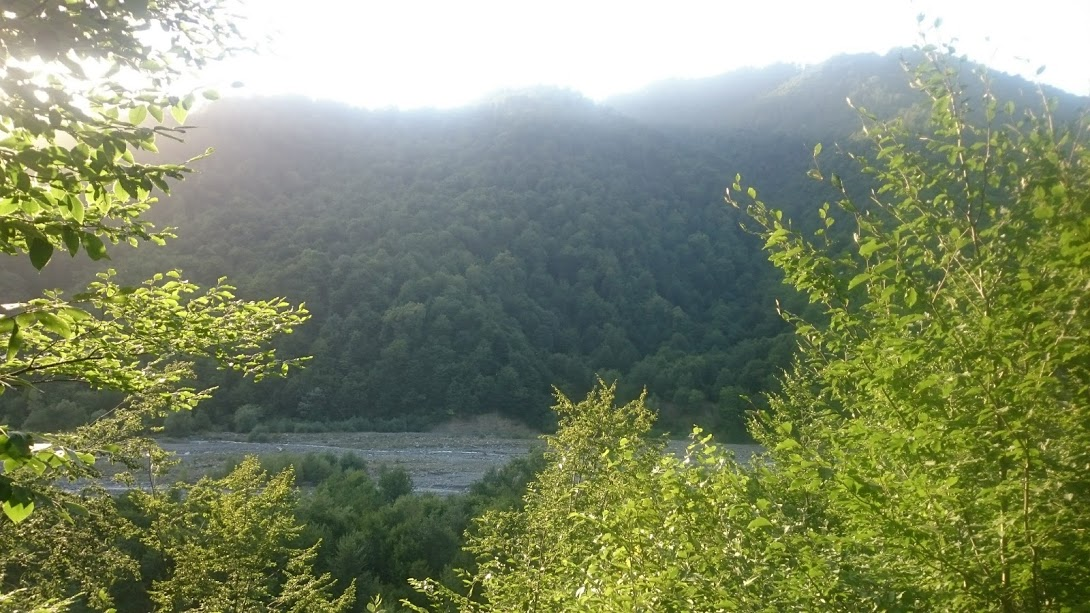
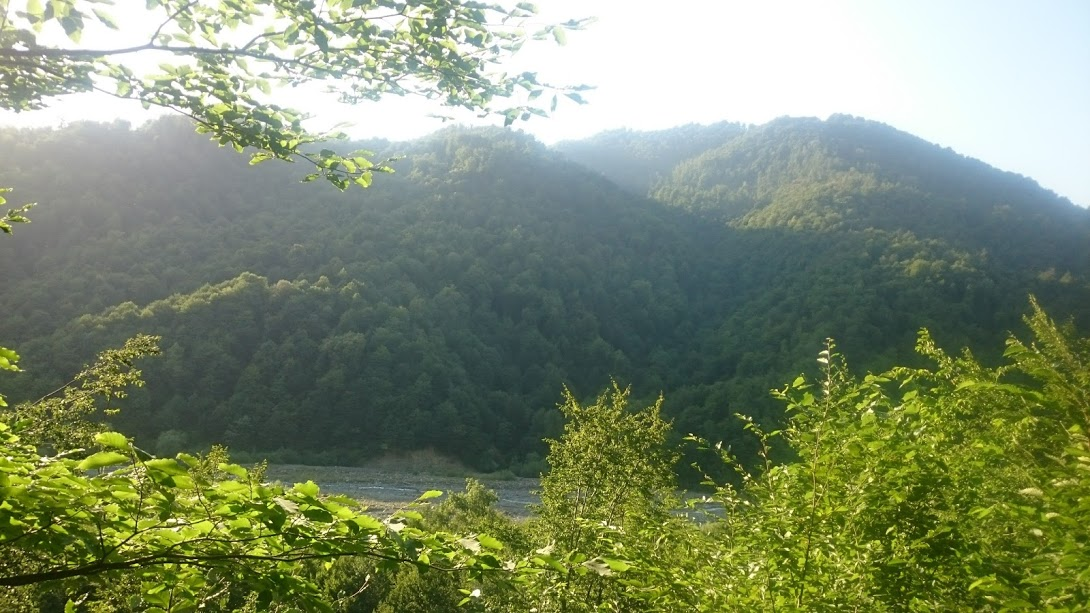
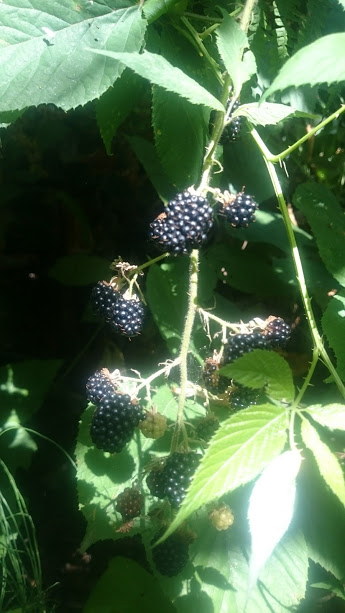
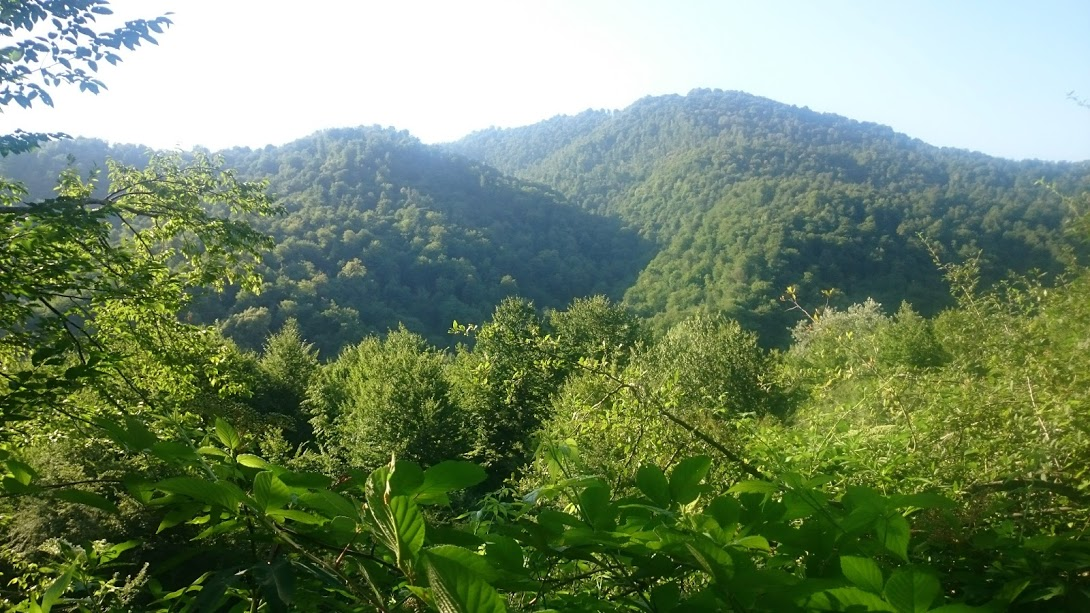
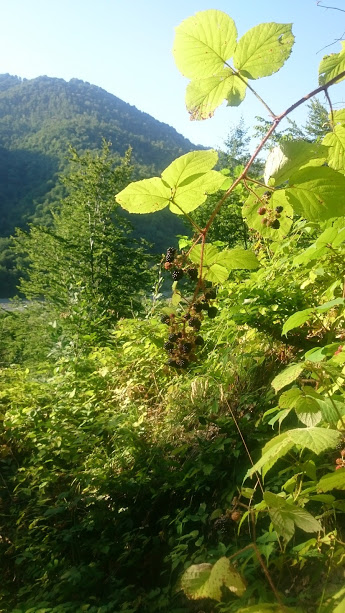
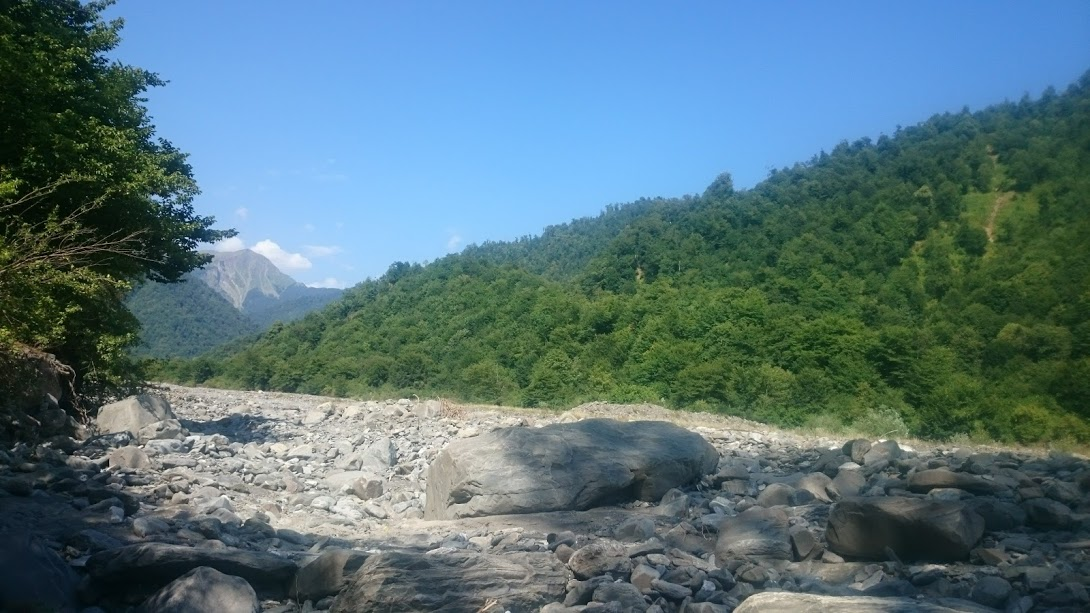
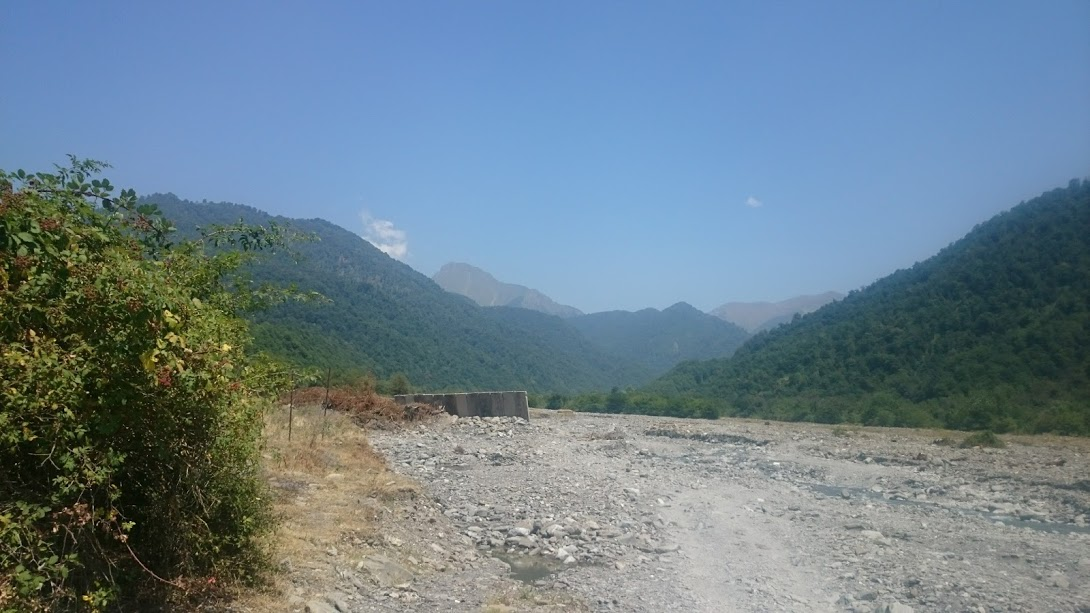